# Neomorphus geoffroyi
Phướn đất huyệt hung (danh pháp khoa học: Neomorphus geoffroyi) là một loài chim trong họ Cuculidae.
Phướn đất huyệt hung được tìm thấy trong các khu rừng nguyên sinh ẩm ướt từ miền nam Nicaragua, qua Costa Rica và Panama, ở phía tây bắc Colombia. Một quần thể khác xuất hiện ở lưu vực Amazon phía tây và phía nam của đông nam Colombia, phía đông Ecuador, phía đông Peru, phía bắc Bolivia và Brazil, trong khi dân số cuối cùng xuất hiện trong rừng Đại Tây Dương của miền đông Brazil. Nhiều sự nhầm lẫn tồn tại trên các giới hạn chính xác của phân bố ở trung tâm Amazon, nơi loài phướn đất huyệt hung trông giống phướn đất vảy, phân biệt bằng màu lông ức. 